# Luigi Pieroni
Pour les articles homonymes, voir Pieroni.
Luigi Pieroni, né le 8 septembre 1980 à Liège, est un ancien footballeur international belge qui évoluait au poste d'attaquant, reconverti en entraîneur.
Il a été le meilleur buteur du championnat de Belgique 2003-2004 avec le Royal Excelsior Mouscron.

## Biographie
Pieroni commence sa carrière professionnelle au Standard de Liège où il n'a pas la confiance de l'entraîneur. C'est pour cette raison qu'il rejoint le RFC Liège, alors en D2, où il a déjà joué 3 ans chez les jeunes. Il reste 4 ans au RFC, au cours desquels il joue 104 matchs et inscrit 30 buts, s'illustrant très vite comme meilleur buteur de la division.
En 2003, à la suite de la rétrogradation du club en D3 pour des raisons administratives, Luigi signe au Royal Excelsior Mouscron. Il termine meilleur buteur de D1 dès sa première saison au club, et est alors repéré par Guy Roux qui le fait venir à l'AJ Auxerre en 2004. Il inscrit 6 buts en 30 apparitions lors de la saison 2004-2005, un total de buts qu'il double la saison suivante.
Le 19 janvier 2007, il signe un contrat d'une durée de 3 ans avec le FC Nantes pour environ 2,5 millions d'euros. Il marque son 1er but avec son nouveau club lors de sa première apparition le 13 janvier 2007 contre Nice (1-0) puis deux nouveaux buts en Coupe de France une semaine plus tard contre Amiens (3-1). Ce sont malheureusement ses trois seuls buts sous le maillot nantais, et il ne parvient pas à sauver le FC Nantes de la relégation.
Il rejoint le Racing Club de Lens, le 17 août 2007 sous forme de prêt avec option d'achat, où il retrouvera son ancien entraîneur Guy Roux, finalement démissionnaire quelques semaines plus tard. Il inscrit son premier but et offre la qualification pour les huitièmes de finale de la Coupe de la Ligue le 26 septembre 2007 lors du match Lens-Lille (1-0). 
Lors du mercato d'hiver en 2008, il est prêté au RSC Anderlecht jusqu'à la fin de la saison, avec une option d'achat pour 3 ans. Finalement, à la fin de la saison, il prend la direction de Valenciennes. Cette expérience s'avère être un nouvel échec pour le Belge, qui depuis son arrivée dans le Nord, n'arrive pas s'imposer en tant que titulaire à la pointe de l'attaque. Des blessures, ainsi qu'une forte concurrence (5 attaquants à Valenciennes) de retrouver tout son potentiel. Malgré tout, un doublé en match amical face à West Ham en octobre 2009 prouve qu'il était toujours affûté. En 2009, Luigi Pieroni postule pour le Ballon de plomb.
Le 30 juillet 2010, Pieroni quitte La Gantoise pour le Standard de Liège, il signe un contrat de deux ans. 
Le club d'Arles-Avignon relégué en Ligue 2, le recrute. Il signe et effectue rapidement son premier match face au FC Metz ou il effectue un bon match. Il enchaîne de bonnes prestations au poste d'attaquant de pointe, et inscrit 3 buts jusqu'en octobre, dont 1 magnifique contre son ancien club, le RC Lens. L'automne se révèle être plus douloureux pour son club, qui n'arrive plus à gagner. L'entraîneur Faruk Hadžibegić est remercié au mercato d'hiver, et c'est Thierry Laurey qui le remplace. Un nouveau système de jeu et de nouvelles recrues arrivent, et Luigi Pieroni se retrouve sur le banc, voire dans les tribunes. Pire, Le 19 décembre 2011, il se blesse lors du match face à Istres (phlébite) et sa saison 2011-2012 s'achève pour lui. À la suite de phlébites récurrentes, il met un terme à sa carrière début août 2013.
Le 16 novembre 2021, il est annoncé que Luigi Pieroni sera l'adjoint de son compatriote Marc Wilmots, fraichement désigné comme entraîneur du Raja Club Athletic.

## Palmarès

### En Club
- Vainqueur de la Coupe de France en 2005 avec l'AJ Auxerre
- Vainqueur de la Coupe de Belgique 2008 avec le RSC Anderlecht, en 2010 avec La Gantoise et en 2011 avec le Standard de Liège
- Vainqueur de la Coupe Intertoto en 2006 avec l'AJ Auxerre
- Vice-champion de Belgique en 2011 avec le Standard de Liège
- Finaliste du Trophée des champions en 2005 avec l'AJ Auxerre

### EnÉquipe de Belgique
- 25 sélections et 2 buts inscrits entre 2004 et 2007

Buts en sélection
| But | Date             | Stade, ville, pays                         | Adversaire  | Résultat | Match, compétition           |
| --- | ---------------- | ------------------------------------------ | ----------- | -------- | ---------------------------- |
| 1er | 1er mars 2006    | Stade Josy-Barthel, Luxembourg, Luxembourg | Luxembourg  | 0-2      | Match amical                 |
| 2e  | 21 novembre 2007 | Stade Tofiq-Béhramov, Bakou, Azerbaïdjan   | Azerbaïdjan | 0-1      | Éliminatoires de l'Euro 2008 |

### Distinction Personnelle
- Meilleur Buteur du Championnat de Belgique en 2004 avec l'Excelsior Mouscron

## Statistiques
| Saison                | Club                  | Championnat           | Championnat | Championnat | Coupe nationale | Coupe nationale | Coupe de la Ligue | Coupe de la Ligue | Supercoupe | Supercoupe | Compétition(s) continentale(s) | Compétition(s) continentale(s) | Compétition(s) continentale(s) | Belgique | Belgique | Total | Total |
| Saison                | Club                  | Division              | M.          | B.          | M.              | B.              | M.                | B.                | M.         | B.         | Comp.                          | M.                             | B.                             | M.       | B.       | M.    | B.    |
| 2003-2004             | Excelsior Mouscron    | Ligue Jupiler         | 30          | 28          | -               | -               | -                 | -                 | -          | -          | -                              | -                              | -                              | 3        | 0        | 33    | 28    |
| 2004-2005             | AJ Auxerre            | Ligue 1               | 30          | 6           | 4               | 1               | 3                 | 2                 | -          | -          | C3                             | 7                              | 3                              | 7        | 0        | 51    | 12    |
| 2005-2006             | AJ Auxerre            | Ligue 1               | 33          | 12          | 2               | 0               | 2                 | 1                 | 1          | 0          | C3                             | 2                              | 1                              | 6        | 1        | 46    | 15    |
| 2006-jan 2007         | AJ Auxerre            | Ligue 1               | 17          | 3           | 1               | 0               | 2                 | 1                 | -          | -          | CI+C3                          | 2+6                            | 1+4                            | 5        | 0        | 33    | 9     |
| jan 2007-2007         | FC Nantes             | Ligue 1               | 14          | 1           | 2               | 2               | -                 | -                 | -          | -          | -                              | -                              | -                              | 1        | 0        | 17    | 3     |
| 2007-jan 2008         | RC Lens (prêt)        | Ligue 1               | 11          | 2           | -               | -               | 1                 | 1                 | -          | -          | C3                             | 2                              | 0                              | 2        | 1        | 16    | 4     |
| jan 2008-2008         | RSC Anderlecht (prêt) | Ligue Jupiler         | 12          | 3           | -               | -               | -                 | -                 | -          | -          | -                              | -                              | -                              | 1        | 0        | 13    | 3     |
| 2008-2009             | Valenciennes FC       | Ligue 1               | 10          | 2           | -               | -               | -                 | -                 | -          | -          | -                              | -                              | -                              | -        | -        | 10    | 2     |
| 2009-jan 2010         | Valenciennes FC       | Ligue 1               | 2           | 0           | -               | -               | 1                 | 0                 | -          | -          | -                              | -                              | -                              | -        | -        | 3     | 0     |
| jan 2010-2010         | KAA La Gantoise       | Ligue Jupiler         | 8           | 2           | 2               | 1               | -                 | -                 | -          | -          | -                              | -                              | -                              | -        | -        | 10    | 3     |
| 2010-2011             | Standard de Liège     | Ligue Jupiler         | 19          | 2           | 2               | 0               | -                 | -                 | -          | -          | -                              | -                              | -                              | -        | -        | 21    | 2     |
| 2011-2012             | AC Arles-Avignon      | Ligue 2               | 18          | 3           | -               | -               | 1                 | 0                 | -          | -          | -                              | -                              | -                              | -        | -        | 19    | 3     |
| 2012-2013             | AC Arles-Avignon      | Ligue 2               | 4           | 0           | 2               | 0               | -                 | -                 | -          | -          | -                              | -                              | -                              | -        | -        | 6     | 0     |
| Total sur la carrière | Total sur la carrière | Total sur la carrière | 208         | 64          | 15              | 4               | 10                | 5                 | 1          | 0          | -                              | 19                             | 9                              | 25       | 2        | 278   | 84    |